# Hans Landa

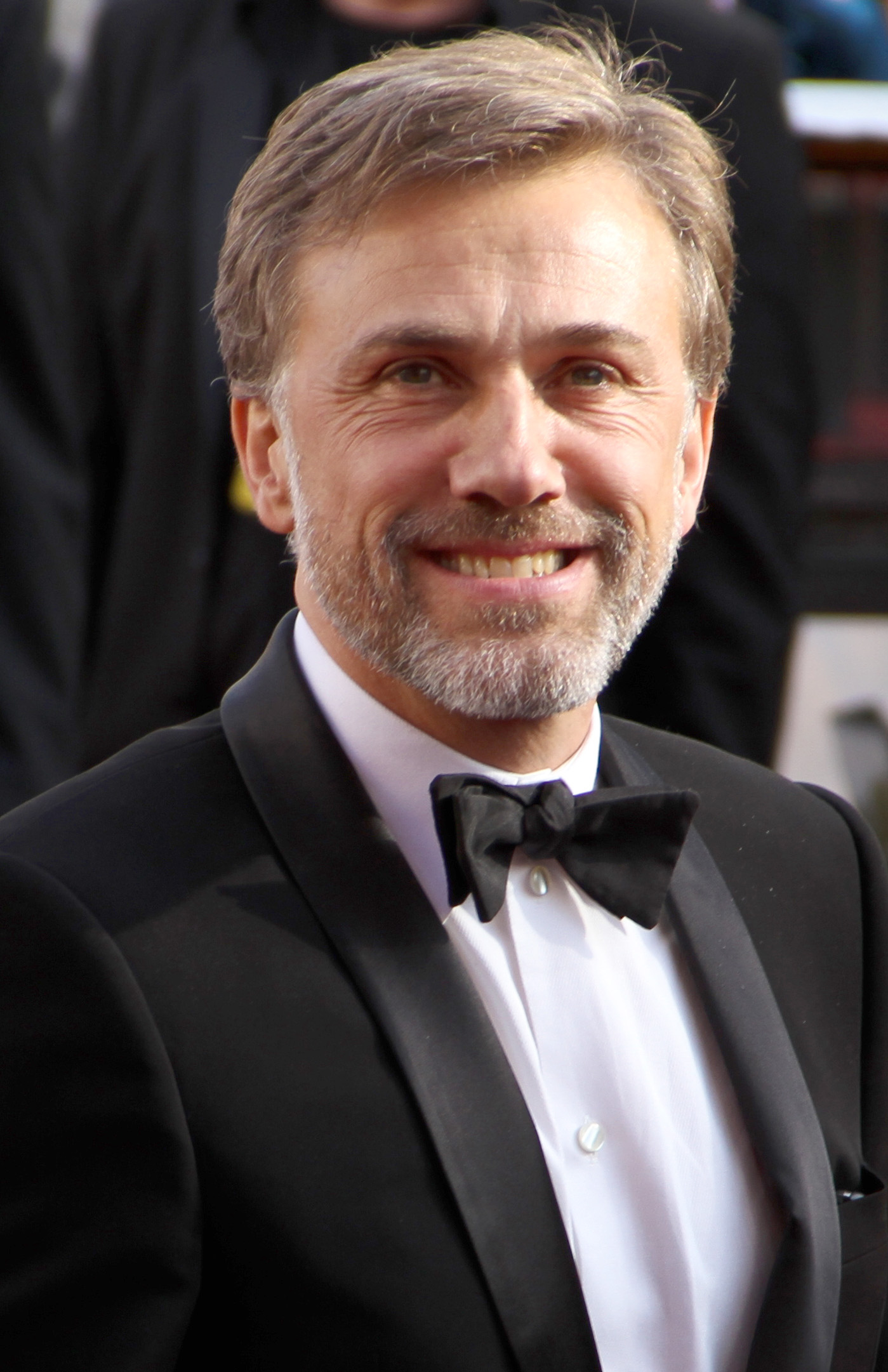
Christoph Waltz, ator que interpreta Hans Landa, no tapete vermelho da 82.ª Entrega dos Prêmios da Academia, em 2010.

Coronel Hans Landa é um personagem fictício, antagonista principal do filme Inglourious Basterds, de Quentin Tarantino, interpretado pelo ator austríaco Christoph Waltz.

## O personagem
O Standartenführer (Coronel) Hans Landa é um cruel e impiedoso, elegante, poliglota e inteligente oficial austríaco da SS no Sicherheitsdienst, que é apelidado de "O caçador de judeus", em referência à sua capacidade de localizar os judeus escondidos por toda a França. Além do idioma alemão, ele fala, pelo menos, inglês, francês e italiano.

## Concepção e criação
Quentin Tarantino disse que Landa talvez seja o maior personagem que já tenha escrito. Ele inicialmente queria Leonardo DiCaprio para o papel. O diretor decidiu, então, que o personagem deveria ser interpretado por um ator alemão. O papel finalmente foi para o austríaco Waltz.

## Recepção
Por sua atuação como Hans Landa, Waltz ganhou diversos prêmios, inclusive o prêmio de Melhor Ator no Festival de Cannes de 2009 e o Oscar de melhor ator coadjuvante. Devido ao seu papel como Hans Landa, Waltz recebeu muitas ofertas de diretores para papéis em seus filmes.